# Lewis A. Brigham
Lewis Alexander Brigham (* 2. Januar 1831 in New York Mills, Oneida County, New York; † 19. Februar 1885 in Jersey City, New Jersey) war ein US-amerikanischer Politiker. Zwischen 1879 und 1881 vertrat er den Bundesstaat New Jersey im US-Repräsentantenhaus.

## Werdegang
Lewis Brigham besuchte die öffentlichen Schulen seiner Heimat sowie das Whitestown Seminary. Danach studierte er bis 1849 am Hamilton College in Clinton. Nach einem anschließenden Jurastudium und seiner 1855 erfolgten Zulassung als Rechtsanwalt begann er in New York City in diesem Beruf zu arbeiten. Diese Kanzlei betrieb er neben seinen anderen Tätigkeiten bis zu seinem Tod. Zwischen 1866 und 1870 war er Schulrat in Bergen. In den Jahren 1874 bis 1876 gehörte er dem Polizeiausschuss von Jersey City an. Gleichzeitig schlug er als Mitglied der Republikanischen Partei eine politische Laufbahn ein. Im Jahr 1877 wurde er in die New Jersey General Assembly gewählt.
Bei den Kongresswahlen des Jahres 1878 wurde Brigham im siebten Wahlbezirk von New Jersey in das US-Repräsentantenhaus in Washington, D.C. gewählt, wo er am 4. März 1879 die Nachfolge von Augustus Albert Hardenbergh antrat. Da er im Jahr 1880 gegen Hardenbergh verlor, konnte er bis zum 3. März 1881 nur eine Legislaturperiode im Kongress absolvieren. Nach dem Ende seiner Zeit im US-Repräsentantenhaus praktizierte Brigham weiterhin als Anwalt in New York. Politisch ist er nicht mehr in Erscheinung getreten. Er starb am 19. Februar 1885 in Jersey City, wo er auch beigesetzt wurde.